# Ангел западного окна
«Ангел западного окна» (нем. Der Engel vom westlichen Fenster) — роман австрийского писателя Густава Майринка.

## История публикации
Впервые опубликован в 1927 году. Это последнее крупное художественное произведение писателя. Роман встретил прохладный приём благодаря своей усложненной символике. Перевод на русский язык выполнил Владимир Крюков. Роман впервые был издан на русском языке в 1992 году.

## Сюжет
В этом произведении несколько смысловых пластов. Действие происходит в современной автору Вене. Главный герой — потомок и духовный наследник известного ученого и алхимика XVI века Джона Ди. Ему в руки попадает рукопись предка, чтением которой перемежаются события личной жизни главного персонажа романа, носящие символический характер и определенным образом соотносимые с событиями жизни Джона Ди.

## Русские мотивы в романе
В этом произведении существенную роль играют российские персонажи. Провокатором главного героя выступает пожилой русский-эмигрант антиквар Липотин. Образ Липотина восходит к персонажам из романа Достоевского «Бесы» чиновнику Липутину и провокатору Липпанченко из романа Андрея Белого «Петербург». В тех главах романа, которые представляют собой дневники Джона Ди, упоминается посланец русского царя Ивана Грозного по имени Маске. Главным антагонистом главного героя в романе является также российская эмигрантка, княгиня из древнего кавказского рода Шотокалунгина. Еще один русский персонаж в «Ангеле западного окна» — это старый эмигрант барон Строганов. Он умирает в самом начале повествования, причем Липотин предсказывает гибель Строганова.

## Особенности стиля
В центре романа — алхимический символ священного брака, понимаемый, как символ достижения цельности личности архетипического главного героя. Мужское и женское начало должны слиться в главном герое в одно целое, что напоминает концепцию Карла Густава Юнга о психоаналитическом истолковании алхимической символики, как описания пути человеческого «я» к внутренней целостности. Роман насыщен алхимическими, тантрическими и каббалистическими мифологемами.

## Культурное влияние
- С романом Майринка был знаком русский поэт Михаил Кузмин. Несколько стихотворений из цикла Форель разбивает лёд (1925—1929 годов) созданы под впечатлением романа и содержат прозрачные аллюзии на него.
- В 2011 немецкий музыкальный коллектив Tangerine Dream выпустил альбом The Angel From The West Window, композиции которого вдохновлены образами романа.